# 1. deild Wysp Owczych (1979)
W roku 1979 odbyła się 37. edycja 1.deild (dziś, od 2012 roku zwanej Effodeildin), czyli pierwszej ligi piłki nożnej archipelagu Wysp Owczych. Obrońcą tytułu był klub HB Tórshavn, który nie utrzymał pierwszego miejsca, musząc uznać wyższość zespołu ÍF Fuglafjørður.
Obecnie Effodeildin składa się z 10 drużyn, jednak nie było tak zawsze. Proces przybywania nowych zespołów trwał od samego początku istnienia tej ligi. Jeszcze w rozgrywkach w 1978 roku 1.deild składała się z siedmiu klubów, jednak rok później uległo to zmianie i od 1979 mecze rozgrywało tam osiem zespołów. Spadek do niższej ligi jest możliwy od rozgrywek w 1976, tym razem odpadła drużyna NSÍ Runavík, która nie potrafiła wygrać żadnego spotkania.

## Uczestnicy
| Uczestnicy 1. deild 1978                                                                                      | Uczestnicy 1. deild 1978 | Uczestnicy 1. deild 1978 | Uczestnicy 1. deild 1978 |
| --- | ------------------------ | ------------------------ | ------------------------ |
| HB | HB Tórshavn              | 1                        |                          |
| TB | TB Tvøroyri              | 2                        |                          |
| VB | VB Vágur                 | 3                        |                          |
| ÍF | ÍF Fuglafjørður          | 4                        |                          |
| KÍ | KÍ Klaksvík              | 5                        |                          |
| MB | MB Miðvágur              | 6                        |                          |
| B36 | B36 Tórshavn             | 7                        |                          |
| Awans z 2. deild 1978                                                                                         |                          |                          |                          |
| NSÍ | NSÍ Runavík              | 1                        |                          |
| Oznaczenia: - kolumna pierwsza – skróty nazw drużyn, - kolumna trzecia – miejsce zajęte w poprzednim sezonie. |                          |                          |                          |

## Rozgrywki

### Tabela ligowa
| Lp. | Drużyna             | M  | Z  | R | P  | Bramki | Bramki | Różn. | Pkt | Uwagi              |
| --- | ------------------- | -- | -- | - | -- | ------ | ------ | ----- | --- | ------------------ |
| 1   | ÍF Fuglafjørður (M) | 14 | 11 | 3 | 0  | 34     | 9      | +25   | 25  |                    |
| 2   | TB Tvøroyri         | 14 | 11 | 2 | 1  | 44     | 18     | +26   | 24  |                    |
| 3   | HB Tórshavn         | 14 | 8  | 2 | 4  | 39     | 20     | +19   | 18  |                    |
| 4   | B36 Tórshavn        | 14 | 4  | 4 | 6  | 21     | 30     | −9    | 12  |                    |
| 5   | MB Miðvágur         | 14 | 3  | 5 | 6  | 22     | 27     | −5    | 11  |                    |
| 6   | KÍ Klaksvík         | 14 | 3  | 4 | 7  | 18     | 36     | −18   | 10  |                    |
| 7   | VB Vágur            | 14 | 1  | 6 | 7  | 18     | 33     | −15   | 8   |                    |
| 8   | NSÍ Runavík (S)     | 14 | 0  | 4 | 10 | 12     | 35     | −23   | 4   | Spadek do 2. deild |

### Wyniki spotkań
| Gospodarz \ Gość | B36 | HB  | ÍF  | KÍ  | MB  | NSÍ | TB  | VB  |
| B36 Tórshavn     |     | 1:1 | 0:0 | 3:1 | 2:2 | 3:0 | 3:4 | 2:2 |
| HB Tórshavn      | 3:1 |     | 2:4 | 3:1 | 5:0 | 5:1 | 1:2 | 4:1 |
| ÍF Fuglafjørður  | 3:1 | 3:2 |     | 4:0 | 2:0 | 3:1 | 3:1 | 1:1 |
| KÍ Klaksvík      | 1:3 | 1:3 | 0:5 |     | 2:0 | 1:0 | 1:1 | 2:0 |
| MB Miðvágur      | 1:2 | 1:3 | 0:2 | 1:1 |     | 2:2 | 3:5 | 6:0 |
| NSÍ Runavík      | 0:1 | 0:0 | 0:2 | 2:5 | 1:2 |     | 0:5 | 1:1 |
| TB Tvøroyri      | 5:0 | 1:2 | 1:1 | 8:1 | 2:0 | 3:2 |     | 2:1 |
| VB Vágur         | 4:0 | 1:6 | 0:1 | 3:3 | 1:1 | 2:2 | 1:4 |     |

Aktualne na 9 sierpnia 2012. Źródło: FaroeSoccer.com
Objaśnienia:
1Drużyna gospodarzy jest wymieniona po lewej stronie tabeli.
Kolory: zielony – zwycięstwo gospodarzy, żółty – remis, różowy – zwycięstwo gości.